# Saint-Julien (Roine)
Saint-Julien és un municipi francès situat al departament del Roine i a la regió d'Alvèrnia-Roine-Alps. L'any 2007 tenia 819 habitants.

## Demografia

### Població
El 2007 la població de fet de Saint-Julien era de 819 persones. Hi havia 310 famílies de les quals 60 eren unipersonals (28 homes vivint sols i 32 dones vivint soles), 95 parelles sense fills, 151 parelles amb fills i 4 famílies monoparentals amb fills.
La població ha evolucionat segons el següent gràfic:
Habitants censats

### Habitatges
El 2007 hi havia 366 habitatges, 309 eren l'habitatge principal de la família, 24 eren segones residències i 33 estaven desocupats. 339 eren cases i 25 eren apartaments. Dels 309 habitatges principals, 231 estaven ocupats pels seus propietaris, 65 estaven llogats i ocupats pels llogaters i 12 estaven cedits a títol gratuït; 2 tenien una cambra, 4 en tenien dues, 32 en tenien tres, 106 en tenien quatre i 165 en tenien cinc o més. 260 habitatges disposaven pel capbaix d'una plaça de pàrquing. A 108 habitatges hi havia un automòbil i a 189 n'hi havia dos o més.

### Piràmide de població
La piràmide de població per edats i sexe el 2009 era:
| Homes | Edats   | Dones |
| ----- | ------- | ----- |
| 0     | 95 o +  | 0     |
| 0     | 90 a 94 | 0     |
| 8     | 85 a 89 | 12    |
| 0     | 80 a 84 | 4     |
| 0     | 75 a 79 | 8     |
| 20    | 70 a 74 | 12    |
| 8     | 65 a 69 | 12    |
| 16    | 60 a 64 | 12    |
| 24    | 55 a 59 | 16    |
| 28    | 50 a 54 | 32    |
| 16    | 45 a 49 | 24    |
| 52    | 40 a 44 | 36    |
| 44    | 35 a 39 | 36    |
| 28    | 30 a 34 | 32    |
| 20    | 25 a 29 | 8     |
| 20    | 20 a 24 | 24    |
| 12    | 15 a 19 | 28    |
| 52    | 10 a 14 | 16    |
| 36    | 5 a 9   | 32    |
| 32    | 0 a 4   | 12    |

## Economia
El 2007 la població en edat de treballar era de 562 persones, 433 eren actives i 129 eren inactives. De les 433 persones actives 415 estaven ocupades (223 homes i 192 dones) i 18 estaven aturades (7 homes i 11 dones). De les 129 persones inactives 48 estaven jubilades, 52 estaven estudiant i 29 estaven classificades com a «altres inactius».

### Ingressos
El 2009 a Saint-Julien hi havia 310 unitats fiscals que integraven 841,5 persones, la mediana anual d'ingressos fiscals per persona era de 19.824 €.

### Activitats econòmiques
Dels 38 establiments que hi havia el 2007, 1 era d'una empresa extractiva, 2 d'empreses alimentàries, 3 d'empreses de fabricació d'altres productes industrials, 8 d'empreses de construcció, 12 d'empreses de comerç i reparació d'automòbils, 1 d'una empresa de transport, 4 d'empreses d'hostatgeria i restauració, 1 d'una empresa d'informació i comunicació, 2 d'empreses financeres, 2 d'empreses immobiliàries, 1 d'una empresa de serveis i 1 d'una entitat de l'administració pública.
Dels 12 establiments de servei als particulars que hi havia el 2009, 2 eren tallers de reparació d'automòbils i de material agrícola, 1 paleta, 2 guixaires pintors, 2 fusteries, 1 lampisteria, 1 electricista, 2 restaurants i 1 agència immobiliària.
Dels 2 establiments comercials que hi havia el 2009, 1 era una fleca i 1 una floristeria.
L'any 2000 a Saint-Julien hi havia 57 explotacions agrícoles que ocupaven un total de 540 hectàrees.

## Equipaments sanitaris i escolars
El 2009 hi havia una escola elemental.

## Poblacions més properes
El següent diagrama mostra les poblacions més properes.